# Anosinki
Anosinki (ros. Аносинки) – wieś (ros. деревня, trb. dieriewnia) w zachodniej Rosji, w osiedlu wiejskim Zaborjewskoje rejonu diemidowskiego w obwodzie smoleńskim.

## Geografia
Miejscowość położona jest przy drodze regionalnej 66N-0508 (Zaborje – Anosinki), 3,5 km od drogi regionalnej 66N-0504 (66K-11 – Prżewalskoje), 20 km od centrum administracyjnego osiedla wiejskiego (Zaborje), 35 km od centrum administracyjnego rejonu (Diemidow), 85 km od stolicy obwodu (Smoleńsk), 52,5 km od granicy z Białorusią.
W granicach miejscowości znajdują się ulice: Jużnaja, Polewaja, Siewiernaja, Wierchniaja.

## Demografia
W 2010 r. miejscowość zamieszkiwało 14 osób.

## Osobliwości
- Kurhan i dwie osady z I tysiąclecia naszej ery (750 m na południe od dieriewni)
- „Muzeum kory brzozy” (jego twórcą, jak i autorem wszystkich eksponatów w nim zgromadzonych jest tutejszy mieszkaniec Albiert Borisowicz Dieriabin)[5]